# فلاديسالو كاب
فلاديسالو كاب (بالإسبانية: Vladislao Cap)‏ (مواليد 5 يوليو 1934) هو لاعب كرة قدم. يلعب مع منتخب الأرجنتين لكرة القدم. سبق له أن لعب في كأس العالم لكرة القدم مع منتخب بلاده.

## روابط خارجية
- فلاديسالو كاب على موقع الاتحاد الدولي (مؤرشف)  (الإنجليزية)
- فلاديسالو كاب على موقع قاعدة بيانات كرة القدم.إي يو (الإنجليزية)
- فلاديسالو كاب على موقع عالم كرة القدم.نت (الإنجليزية)